# Ауэр, Дорис
До́рис А́уэр (нем. Doris Auer; 10 мая 1971, Вена, Австрия) — австрийская прыгунья с шестом, участница летних Олимпийских игр 2000 года, бронзовая медалистка летней Универсиады 1997 года, 6-кратная чемпионка Австрии в прыжках с шестом и чемпионка страны 1992 года в семиборье.

## Спортивная биография
Первоначально Дорис Ауэр занималась семиборьем и даже успела стать чемпионкой страны в этом виде лёгкой атлетике, но затем Дорис приняла решение выступать только в соревнованиях в прыжках с шестом.
В 2000 году Дорис Ауэр приняла участие в летних Олимпийских играх в Сиднее. В соревнованиях в прыжках с шестом австрийская легкоатлетка, прыгнув на 4,30 м, с 13-м результатом смогла преодолеть квалификационный раунд. В финале Ауэр удалось взять высоту 4,25 м и этот результат позволил Дорис занять итоговое 9-е место.
На чемпионатах мира лучшим результатом в карьере Ауэр стало 11-е место на мировом первенстве 2001 года в канадском Эдмонтоне. Свою единственную награду на крупных международных соревнованиях Дорис завоевала в 1997 году на летней Универсиаде, выполнив прыжок на 4,10 м.
В 2013 году завершила спортивную карьеру.